# كأس الإمبراطور 2018

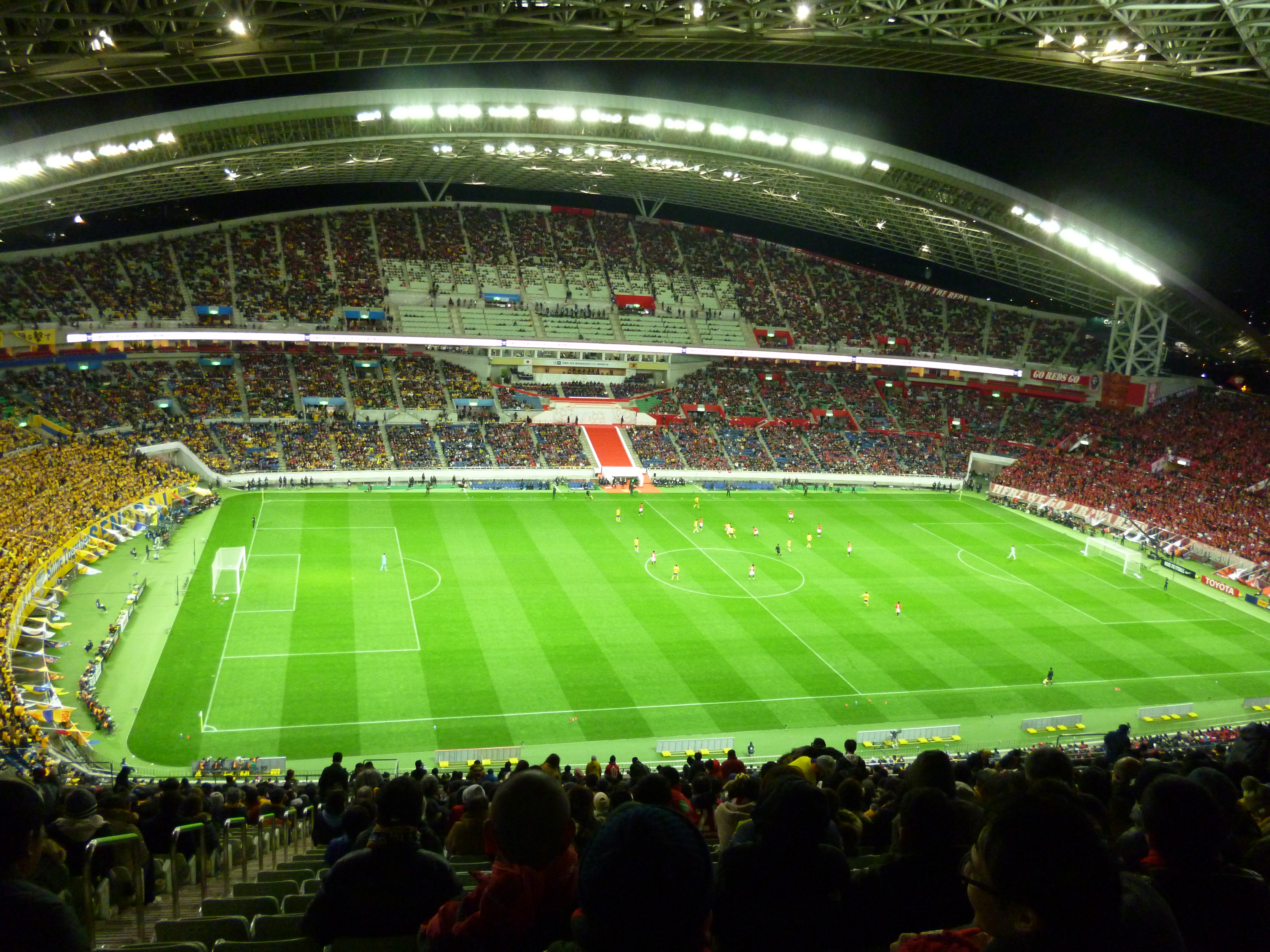
نهائي كأس الإمبراطور 2018

كأس الإمبراطور 2018 (باليابانية: 天皇杯 JFA 第98回全日本サッカー選手権大会) هو الموسم 98 من كأس الإمبراطور. كان عدد الأندية المشاركة فيه 88، وفاز فيه أوراوا رد دايموندز.